# Кеико Фуџимори
Кеико Софија Фуџимори Хигучи (шп. Keiko Sofía Fujimori Higuchi; Лима, 25. мај 1975) перуанска је политичарка и пословна жена. Била је прва дама Перуа од 1994. до 2000. и конгресница Метрополите Лиме од 2006. до 2011. Као ћерка бившег председника Алберта Фуџиморија и бивше прве даме Сусане Хигучи, од 2010. председава Народном снагом, политичкм странка која представља Фуџиморизам. Фуџимори се неуспешно кандидовала за председника на изборима 2011. и 2016. године, изгубивши у оба наврата уском разликом у другом кругу избора.

## Биографија
Кеико Софија Фуџимори Хигучи рођена је 25. маја 1975. године у округу Хесус Мариха града Лиме, главног граду Перуа. Најстарија је ћерка Алберта Фуџиморија и Сусане Хигучи, обоје потомци јапанских имиграната. Поред ње, њени родитељи имали су још троје деце: Хиро Алберто (рођен децембра 1976), Сачи Марсела (рођена 1979) и Кењџи Герардо (рођен 1980). Кеико и њена браћа и сестре су студирали у Колехио Саградос Корасонес Реколета, приватној образовној институцији под управом римокатоличке цркве.  У овој школи је стекла основно и средње образовање.
По завршетку средње школе преселила се у Сједињене Државе и почела да студира пословну администрацију на Државном универзитету у Њујорку у Стони Броок-у. Усред раздвајања родитеља, Кеико се вратила у Перу и постала је, августа 1994. године, прва дама земље, пратећи оца у формалним актима. Вратила се у Сједињене Државе и наставила да студира на Универзитету у Бостону, где је 1997. године стекла диплому из пословне администрације. У годинама које су следиле успела је да испуни своје дужности прве даме. У новембру 2000. њен отац је смењен са председништва због корупционашког скандала и отишао у егзил у Јапан.
Након што је комисија која је истраживала њену породицу због оптужби за корупцију, а да њу директно није оптужила, преселила се у Њујорк с намером да настави постдипломске студије. Током овог периода постала је партнер у извозној компанији и упознала свог будућег супруга Марка Вита Виљанељу, за којег се удала 2004. Након што је њен отац ухапшен у Чилеу, Фуџимори се вратила у Перу да учествује на општим изборима 2006. за место у Конгресу, постајући најгласовитија конгресница у историји земље. Током свог мандата, држала се ниско и деловала је као портпарол свог оца.
У јануару 2008. године, са намером да се кандидује за председника Републике, основала је и почела да председава Снагом 2011 - која се сада назива Народна снага. На председничким изборима 2011. Ољанта Умала победила ју је у тесном другом кругу. Након пораза, почела је да ради на евентуалној другој председничкој кандидатури и покушала се дистанцирати од негативног наслеђа свог оца, упркос томе што је и даље јавно бранила његово ослобађање. У децембру 2015. године најавила је своју председничку кандидатуру на изборима 2016. Након што је била кандидаткиња са највише гласова у првом кругу, на крају је поражена у гласању од економисте Педра Пабла Кућинског, на једном од најжешћих председничких избора у историји. нације. У влади ППК, она је остала главни опозициони лидер, надмећући се са својим братом Кењџијем.
У октобру 2018. године, претходно је ухапшена због оптужби за прање новца у оквиру истрага нерегуларних прилога за кампању и корупцијског скандала Лава Јато, а пуштена је крајем 2019. године након што јој је Уставни суд доделио "абеас корпус". Фуџимори се вратила у превентивни притвор у јануару 2020. године, меру коју је Жалбено веће укинуло у априлу, истом којом је наложено њено пуштање под ограниченим појављивањем у мају исте године.